# Madonna nera arcobaleno

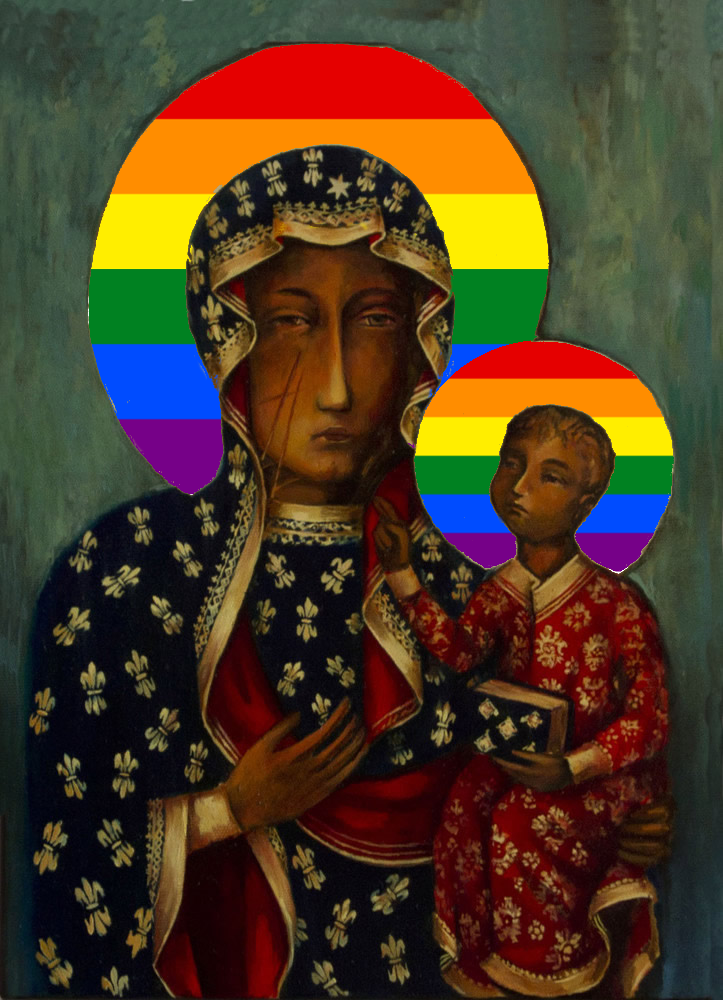
Madonna Nera arcobaleno

La Madonna Nera arcobaleno è un adattamento del quadro Vergine nera di Częstochowa, con l'aggiunta di un'aureola con i colori rainbow del movimento LGBT. Il poster è apparso per la prima volta al Pride locale del 2018 e successivamente nell’aprile 2019, come atto di protesta da parte delle attiviste Elżbieta Podleśna, Anna Prus e Joanna Gżyra-Iskandar contro la decisione del parroco della Chiesa di San Domenico a Płock di disporre dei cartelloni in occasione della Pasqua per indicare i peccati da cui i fedeli avrebbero dovuto tenersi lontani, tra i quali avidità, invidia, LGBT e la cosiddetta ideologia gender.

## Vicende giudiziarie
Proprio a causa delle proteste a Płock, il 6 maggio 2019 la polizia ha fatto irruzione nell'abitazione a Varsavia di Elżbieta Podleśna, sequestrando tra le altre cose il suo computer e gli adesivi con la “Madonna arcobaleno”, per vilipendio all'immagine sacra. L'arresto è stato condannato da Amnesty International e dall'organizzazione polacca Helsinki Foundation for Human Rights.
In seguito agli eventi, la Chiesa episcopale statunitense ha chiesto il permesso di vendere t-shirt con l'immagine della Madonna arcobaleno i cui ricavi sono stati destinati alla comunità transgender polacca.

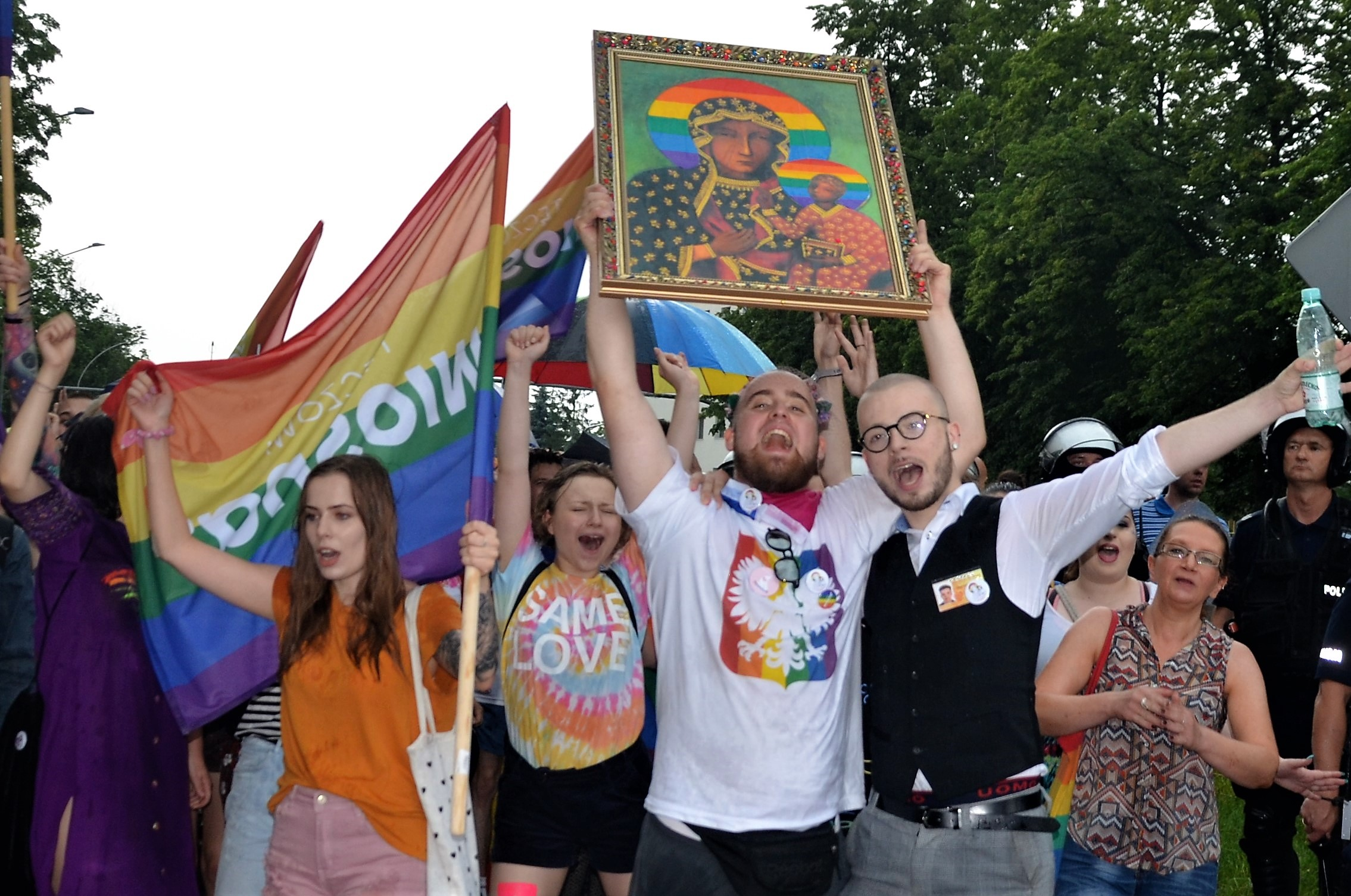
Immagine della Madonna nera arcobaleno mostrata dai manifestanti della Equality March 2019 a Częstochowa.

La vicenda ha attirato un'attenzione significativa nell'opinione pubblica polacca. Un sondaggio condotto da KANTAR ha concluso che la maggior parte dei polacchi che si identificano come religiosi non sono offesi dalla Madonna arcobaleno, sulla base di un campione rappresentativo di 1.006 polacchi.  L'ex primo ministro Donald Tusk ha espresso rammarico per l'arresto di Podleśna sottolineando che il dipinto della Madonna con un arcobaleno sullo sfondo di Hans Memling appare già nella Basilica di Santa Maria di Danzica.
Nel gennaio 2020, è iniziato il procedimento penale contro Elżbieta Podleśna, Anna Prus e Joanna Gżyra-Iskandar, accusate di aver violato l’articolo 196 del codice penale, che punisce con la reclusione fino a due anni chiunque “offenda i sentimenti religiosi di altre persone insultando pubblicamente un oggetto di culto“.
Il 2 marzo, il processo si è concluso con l’assoluzione in quanto è stato riconosciuto che le tre attiviste non avessero l’intenzione di offendere un oggetto di culto, ma solo di mostrare il proprio sostegno alla comunità LGBT+. In particolare, il giudice ha affermato che “Non era intenzione delle attivisti insultare i sentimenti religiosi di nessuno o insultare l’immagine della madre di Dio. Le loro azioni miravano a proteggere le persone che erano state discriminate“.